# Alberto Busancano
Alberto Angelo Busancano (Biella, 24 aprile 1891 – Biella, 20 dicembre 1962) è stato un calciatore italiano, di ruolo difensore.

## Caratteristiche tecniche
Giocava come terzino, prevalentemente destro.

## Carriera

### Club
Giocò nei primissimi anni '10 con il Veloces Biella, militando in Terza Categoria, Seconda Categoria e Promozione finché non passa nei ranghi del Casale, con cui ha l'opportunità di scendere in campo il 5 luglio 1914 in occasione della finalissima per il titolo a Casale Monferrato (gara di andata), sostituendo lo squalificato Maggiani. Affianca Mario Scrivano, giocando da difensore sinistro: è quella la sua unica apparizione in maglia casalese. Lasciati i nerostellati da campione d'Italia, torna al Veloces Biella, dove gioca la Prima Categoria 1914-1915.

## Palmarès

### Club

#### Competizioni nazionali
- Campionato italiano: 1

Casale: 1913-1914